# Уйпешт-Варошкапу (станция метро)
«Уйпешт-Варошкапу» (венг. Újpest-Városkapu) — станция Будапештского метрополитена на линии M3 (синей).
Открыта в 1990 году в составе участка «Арпад хид» — «Уйпешт-Кёзпонт». Находится в будапештском районе Уйпешт, названа по существовавшим некогда воротам на въезде в город (Városkapu — городские ворота).
Линия M3 на участке от станции «Деак Ференц тер» до станции «Уйпешт-Варошкапу» идёт параллельно проспекту Ваци (венг. Váci út), одной из главных магистралей Будапешта, ведущей в северном направлении по левому берегу Дуная. От станции «Уйпешт-Варошкапу» к конечной станции «Уйпешт-Кёзпонт» линия поворачивает на северо-восток.
Рядом со станцией железнодорожная станция Уйпешт (венг. Újpest vasútállomás) на линии Будапешт — Эстергом и местный автовокзал, откуда ходят автобусы в северные пригороды Будапешта.
Станция мелкого заложения, глубина 3,6 м. На станции две боковые платформы.
4 ноября 2017 года часть линии M3 от станции «Лехель тер» до станции «Уйпешт-Кёзпонт» закрыта на реконструкцию. 29 марта 2019 года станция «Уйпешт-Варошкапу» была открыта после реконструкции.